# Helobiae
Helobiae é um nome botânico, actualmente não mais válido. Era usado no sistema de Engler e no sistema de Wettstein para uma ordem de plantas com flor. Neste último sistema, tinha a seguinte circunscrição:
- ordem Helobiae
família Alismataceae
família Butomaceae
família Hydrocharitaceae
família Scheuchzeriaceae
família Aponogetonaceae
família Potamogetonaceae
família Najadaceae

O sistema de Cronquist colocava uma boa parte das plantas envolvidas, na ordem Alismatales, tal como faz o sistema APG II, apesar de assumir uma circunscrição mais expandida da ordem.